# دوري أبطال آسيا للنخبة 2025–26
دوري أبطال آسيا للنخبة 2025–26 النسخة الرابعة والأربعين من بطولة آسيا لكرة القدم التي نظمها الاتحاد الآسيوي لكرة القدم، والنسخة الثانية تحت المسمى دوري أبطال آسيا للنخبة الجديد. والتي تضم أفضل 24 نادياً من الاتحادات الأعضاء الأعلى تصنيفا في الاتحاد الآسيوي لكرة القدم.

## توزيع فرق القارة حسب الاتحادات

### ترتيب الاتحادات
| المشاركين في دوري أبطال آسيا للنخبة 2025–2026 | المشاركين في دوري أبطال آسيا للنخبة 2025–2026 |
| --------------------------------------------- | --------------------------------------------- |
|                                               | مشارك                                         |
|                                               | غير مشارك                                     |

| تصنيف الاتحاد الآسيوي | تصنيف الاتحاد الآسيوي | الاتحاد العضو            | نقاط                  | مقاعد                 | مقاعد    |
| تصنيف الاتحاد الآسيوي | تصنيف الاتحاد الآسيوي | الاتحاد العضو            | نقاط                  | مرحلة المجموعات       | التصفيات |
| المنطقة               | آسيا                  | الاتحاد العضو            | نقاط                  | مرحلة المجموعات       | التصفيات |
| --------------------- | --------------------- | ------------------------ | --------------------- | --------------------- | -------- |
| 1                     | 1                     | السعودية                 | 103.148               | 2 (+بطل 2024–25)      | 0        |
| 2                     | 4                     | الإمارات العربية المتحدة | 74.873                | 2 (+بطل أبطال آسيا 2) | 0        |
| 3                     | 5                     | قطر                      | 70.330                | 2                     | 1        |
| 4                     | 6                     | إيران                    | 68.640                | 1                     | 1        |
| 5                     | 9                     | أوزبكستان                | 47.259                | 1                     | 0        |
| 6                     | 10                    | العراق                   | 37.118                | 1                     | 0        |
| الإجمالي              | الإجمالي              | الاتحادات المشاركة: 6    | الاتحادات المشاركة: 6 | 11                    | 2        |
| الإجمالي              | الإجمالي              | الاتحادات المشاركة: 6    | الاتحادات المشاركة: 6 | 13                    |          |

| تصنيف الاتحاد الآسيوي | تصنيف الاتحاد الآسيوي | الاتحاد العضو         | نقاط                  | مقاعد           | مقاعد    |
| تصنيف الاتحاد الآسيوي | تصنيف الاتحاد الآسيوي | الاتحاد العضو         | نقاط                  | مرحلة المجموعات | التصفيات |
| المنطقة               | آسيا                  | الاتحاد العضو         | نقاط                  | مرحلة المجموعات | التصفيات |
| --------------------- | --------------------- | --------------------- | --------------------- | --------------- | -------- |
| 1                     | 2                     | اليابان               | 96.999                | 3               | 0        |
| 2                     | 3                     | كوريا الجنوبية        | 93.600                | 3               | 0        |
| 3                     | 7                     | الصين                 | 57.764                | 2               | 1        |
| 4                     | 8                     | تايلاند               | 49.546                | 1               | 1        |
| 5                     | 11                    | أستراليا              | 34.703                | 1               | 0        |
| 6                     | 12                    | ماليزيا               | 31.331                | 1               | 0        |
| الإجمالي              | الإجمالي              | الاتحادات المشاركة: 6 | الاتحادات المشاركة: 6 | 11              | 2        |
| الإجمالي              | الإجمالي              | الاتحادات المشاركة: 6 | الاتحادات المشاركة: 6 | 13              |          |

## الفرق المتأهلة
السد

 شباب الأهلي

 نادي الشارقة

 الأهلي

 شانغهاي بورت
| الفريق      | طريقة التأهل                                                                | شارك. (أخر ظهور) |
| ----------- | --------------------------------------------------------------------------- | ---------------- |
| الأهلي      | حامل لقب دوري أبطال آسيا للنخبة 2024–25                                     | 15 (2024–25)     |
| الاتحاد     | بطل الدوري السعودي للمحترفين 2024–25                                        | 13 (2023–24)     |
| الهلال      | وصيف الدوري السعودي للمحترفين 2024–25                                       | 21 (2024–25)     |
| شباب الأهلي | بطل الدوري الإماراتي للمحترفين 2024–25 و بطل كأس رئيس دولة الإمارات 2024–25 | 13 (2024–25)     |
| الشارقة     | بطل دوري أبطال آسيا 2 2024–25 ووصيف الدوري الإماراتي للمحترفين 2024–25      | 7 (2023–24)      |
| الوحدة      | ثالث الدوري الإماراتي للمحترفين 2024–25                                     | 13 (2021)        |
| السد        | بطل دوري نجوم قطر 2024–25                                                   | 20 (2024–25)     |
| الغرافة     | بطل كأس أمير قطر 2025                                                       | 14 (2024–25)     |
| تراكتور     | بطل الدوري الإيراني للمحترفين 2024–25                                       | 7 (2021)         |
| نسف قرشي    | بطل دوري السوبر الأوزبكي 2024                                               | 9 (2023–24)      |
| الشرطة      | بطل دوري نجوم العراق 2024–25                                                | 7 (2024–25)      |

| الفريق        | طريقة التأهل                           | شارك. (أخر ظهور) |
| ------------- | -------------------------------------- | ---------------- |
| الدحيل        | وصيف دوري نجوم قطر 2024–25             | 12 (2023–24)     |
| سباهان أصفهان | وصيف الدوري الإيراني للمحترفين 2024–25 | 16 (2024–25)     |

| الفريق            | طريقة التأهل                                            | شارك. (أخر ظهور) |
| ----------------- | ------------------------------------------------------- | ---------------- |
| فيسيل كوبه        | بطل الدوري الياباني 2024 بطل كأس الإمبراطور 2024        | 4 (2024–25)      |
| سانفريس هيروشيما  | وصيف الدوري الياباني 2024                               | 6 (2019)         |
| ماتشيدا زيلفيا    | ثالث الدوري الياباني 2024[ي]                            | 1                |
| أولسان إتش دي     | بطل دوري كوريا الجنوبية لكرة القدم 2024                 | 13 (2024–25)     |
| غانغوون           | وصيف دوري كوريا الجنوبية لكرة القدم 2024 [ك]            | 1                |
| سول               | رابع دوري كوريا الجنوبية لكرة القدم 2024 [ك]            | 9 (2020)         |
| شانغهاي بورت      | بطل دوري السوبر الصيني 2024 بطل كأس الاتحاد الصيني 2024 | 9 (2024–25)      |
| شانغهاي شينهوا    | وصيف دوري السوبر الصيني 2024 [ص]                        | 11 (2024–25)     |
| بوريرام يونايتد   | بطل الدوري التايلاندي الممتاز 2024–25                   | 13 (2024–25)     |
| ملبورن سيتي       | وصيف الدوري الأسترالي لكرة القدم 2024–25 [أ]            | 3 (2023–24)      |
| جوهور دار التعظيم | بطل دوري السوبر الماليزي 2024–25                        | 11 (2024–25)     |

| الفريق           | طريقة التأهل                           | شارك. (أخر ظهور) |
| ---------------- | -------------------------------------- | ---------------- |
| تشنغدو رونغتشينغ | ثالث دوري السوبر الصيني 2024 [ص]       | 1                |
| بانكوك يونايتد   | وصيف الدوري التايلاندي الممتاز 2024–25 | 6 (2024–25)      |

ملاحظات
1. ^ بطل دوري أبطال آسيا للنخبة 2024–25: يحل بطل دوري أبطال آسيا للنخبة 2024–25 محل الفريق الأقل تصنيفًا من اتحاده في منافسة هذا العام، ما لم يكن البطل قد تأهل بالفعل عبر أدائه في البطولة المحلية.
2. ^ أستراليا: بما أن فريق أوكلاند إف سي بطل الدوري الأسترالي الممتاز 2024–25، هو فريق من نيوزيلندا وبالتالي غير مؤهل للمشاركة في مسابقات الأندية التابعة للاتحاد الآسيوي لكرة القدم، فقد تم نقل المقعد المخصص لبطل الدوري الأسترالي الممتازإلى  نادي ملبورن سيتي وصيف الدوري.
3. ^ الصين: بما أن فريق شانغهاي بورت، الفائز بكأس الاتحاد الصيني لكرة القدم 2024، قد تأهل بالفعل لدوري أبطال آسيا النخبة عبر المقعد المباشر في الدوري، خصص المقعد المخصص لفائز كأس الاتحاد الصيني إلى الفريق الذي احتل المركز الثالث في الدوري الصيني الممتاز 2024، تشنغدو رونغتشينغ.
4. ^ اليابان: بما أن فريق فيسيل كوبه، الفائز بلقب كأس الإمبراطور 2024، قد تأهل بالفعل لدوري أبطال آسيا النخبة عبر مركزه في الدوري، خصص مقعد بطل كأس الإمبراطور إلى الفريق الذي احتل المركز الثالث في الدوري الياباني لكرة القدم 2024، نادي ماتشيدا زيلفيا.
5. ^ كوريا الجنوبية: بما أن فريق نادي غيمتشون سانغمو، الذي احتل المركز الثالث في الدوري الكوري الجنوبي لكرة القدم 2024، غير مؤهل للمشاركة في مسابقات الاتحاد الآسيوي لكرة القدم، فقد استبدل المقعد إلى نادي سول صاحب المركز الرابع.

## الجدول الزمني
تقام المسابقة وفقا للجدول الزمني المحدد على النحو التالي:
| المرحلة           | الدور           | تاريخ القرعة  | منطقة الغرب              | منطقة الشرق              |
| ----------------- | --------------- | ------------- | ------------------------ | ------------------------ |
| المرحلة التمهيدية | الدور التمهيدي  | بدون          | 12 أغسطس 2025            | 12 أغسطس 2025            |
| مرحلة الدوري      | الجولة الأولى   | 15 أغسطس 2025 | 15–16 سبتمبر 2025        | 16–17 سبتمبر 2025        |
| مرحلة الدوري      | الجولة الثانية  | 15 أغسطس 2025 | 29-30 سبتمبر 2025        | 30 سبتمبر-01 أكتوبر 2025 |
| مرحلة الدوري      | الجولة الثالثة  | 15 أغسطس 2025 | 20–21 أكتوبر 2025        | 21–22 أكتوبر 2025        |
| مرحلة الدوري      | الجولة الرابعة  | 15 أغسطس 2025 | 03–04 نوفمبر 2025        | 04–05 نوفمبر 2025        |
| مرحلة الدوري      | الجولة الخامسة  | 15 أغسطس 2025 | 24–25 نوفمبر 2025        | 25–26 نوفمبر 2025        |
| مرحلة الدوري      | الجولة السادسة  | 15 أغسطس 2025 | 08–09 ديسمبر 2025        | 09–10 ديسمبر 2025        |
| مرحلة الدوري      | الجولة السابعة  | 15 أغسطس 2025 | 09–10 فبراير 2026        | 10–11 فبراير 2026        |
| مرحلة الدوري      | الجولة الثمانية | 15 أغسطس 2025 | 16–17 فبراير 2026        | 17–18 فبراير 2026        |
| دور الـ 16        | دور الـ 16      | يُحدد لاحقًا    | 02–03 و 09–10 مارس 2026  | 03–04 و 10–11 مارس 2026  |
| الأدوار النهائية  | ربع النهائي     | 18 مارس 2026  | 24–26 أبريل 2026         | 24–26 أبريل 2026         |
| الأدوار النهائية  | نصف النهائي     | 18 مارس 2026  | 28–29 أبريل 2026         | 28–29 أبريل 2026         |
| الأدوار النهائية  | النهائي         | 18 مارس 2026  | 02 مايو 2026 في السعودية | 02 مايو 2026 في السعودية |

ملاحظات

## الدور التمهيدي
يتأهل فائزان من جولة التصفيات (واحد من منطقة الغرب وواحد من منطقة الشرق) إلى مرحلة الدوري في دوري أبطال آسيا للنخبة 2025-26 لينضما إلى 22 فريقًا متأهلاً بشكل مباشر. فيما يتأهل الفرق الخاسرة من التصفيات التمهيدية إلى مرحلة المجموعات في دوري أبطال آسيا 2 2025–26.
| فريق 1           | النتيجة | فريق 2         |
| ---------------- | ------- | -------------- |
| منطقة الغرب      |         |                |
| الدحيل           | 3–2     | سباهان أصفهان  |
| منطقة الشرق      |         |                |
| تشنغدو رونغتشينغ | 3–0     | بانكوك يونايتد |

### منطقة الغرب
| الدحيل                                  | 3–2   | سباهان                     |
| --------------------------------------- | ----- | -------------------------- |
| - بامبا 11' - بولبينة 24' - بيونتيك 33' | تقرير | - 3' حزباوي - 90+3' زكيبور |

### منطقة الشرق
| تشنغدو رونغتشينغ                       | 3–0   | بانكوك يونايتد |
| -------------------------------------- | ----- | -------------- |
| - مينغ-يانغ يانغ 68' - فيليبي 71'، 83' | تقرير |                |

## مرحلة الدوري

### منطقة الغرب
| م  | الفريق      | لعب | ف | ت | خ | أ.له | أ.ع | أ.ف | نقاط | التأهل             |
| -- | ----------- | --- | - | - | - | ---- | --- | --- | ---- | ------------------ |
| 1  | الأهلي      | 0   | 0 | 0 | 0 | 0    | 0   | 0   | 0    | مرحلة خروج المغلوب |
| 2  | الاتحاد     | 0   | 0 | 0 | 0 | 0    | 0   | 0   | 0    | مرحلة خروج المغلوب |
| 3  | الهلال      | 0   | 0 | 0 | 0 | 0    | 0   | 0   | 0    | مرحلة خروج المغلوب |
| 4  | شباب الأهلي | 0   | 0 | 0 | 0 | 0    | 0   | 0   | 0    | مرحلة خروج المغلوب |
| 5  | الشارقة     | 0   | 0 | 0 | 0 | 0    | 0   | 0   | 0    | مرحلة خروج المغلوب |
| 6  | الوحدة      | 0   | 0 | 0 | 0 | 0    | 0   | 0   | 0    | مرحلة خروج المغلوب |
| 7  | السد        | 0   | 0 | 0 | 0 | 0    | 0   | 0   | 0    | مرحلة خروج المغلوب |
| 8  | الغرافة     | 0   | 0 | 0 | 0 | 0    | 0   | 0   | 0    | مرحلة خروج المغلوب |
| 9  | نسف قرشي    | 0   | 0 | 0 | 0 | 0    | 0   | 0   | 0    |                    |
| 10 | تراكتور     | 0   | 0 | 0 | 0 | 0    | 0   | 0   | 0    |                    |
| 11 | الشرطة      | 0   | 0 | 0 | 0 | 0    | 0   | 0   | 0    |                    |
| 12 | الدحيل      | 0   | 0 | 0 | 0 | 0    | 0   | 0   | 0    |                    |

### منطقة الشرق
| م  | الفريق            | لعب | ف | ت | خ | أ.له | أ.ع | أ.ف | نقاط | التأهل             |
| -- | ----------------- | --- | - | - | - | ---- | --- | --- | ---- | ------------------ |
| 1  | فيسيل كوبه        | 0   | 0 | 0 | 0 | 0    | 0   | 0   | 0    | مرحلة خروج المغلوب |
| 2  | سانفريس هيروشيما  | 0   | 0 | 0 | 0 | 0    | 0   | 0   | 0    | مرحلة خروج المغلوب |
| 3  | ماتشيدا زيلفيا    | 0   | 0 | 0 | 0 | 0    | 0   | 0   | 0    | مرحلة خروج المغلوب |
| 4  | أولسان إتش دي     | 0   | 0 | 0 | 0 | 0    | 0   | 0   | 0    | مرحلة خروج المغلوب |
| 5  | نادي غانغوون      | 0   | 0 | 0 | 0 | 0    | 0   | 0   | 0    | مرحلة خروج المغلوب |
| 6  | شانغهاي بورت      | 0   | 0 | 0 | 0 | 0    | 0   | 0   | 0    | مرحلة خروج المغلوب |
| 7  | شانغهاي شينهوا    | 0   | 0 | 0 | 0 | 0    | 0   | 0   | 0    | مرحلة خروج المغلوب |
| 8  | بوريرام يونايتد   | 0   | 0 | 0 | 0 | 0    | 0   | 0   | 0    | مرحلة خروج المغلوب |
| 9  | ملبورن سيتي       | 0   | 0 | 0 | 0 | 0    | 0   | 0   | 0    |                    |
| 10 | جوهور دار التعظيم | 0   | 0 | 0 | 0 | 0    | 0   | 0   | 0    |                    |
| 11 | نادي سول          | 0   | 0 | 0 | 0 | 0    | 0   | 0   | 0    |                    |
| 12 | تشنغدو رونغتشينغ  | 0   | 0 | 0 | 0 | 0    | 0   | 0   | 0    |                    |